# Two Embarcadero Center
Two Embarcadero Center je mrakodrap v centru kalifornského města San Francisco. Má 30 pater a výšku 126 metrů. Je součástí komplexu Embarcadero Center. Byl dokončen v roce 1973 a za designem budovy stojí John Portman & Associates . V budově se nachází převážně kancelářské prostory.